# Peter Paul Seeberger
Peter Paul Seeberger (* 4. Juli 1906 in Kaiserslautern; † 21. November 1993 in Saarbrücken) war ein deutscher Architekt und Baubeamter, er arbeitete zuletzt als Stadtbaudirektor in Saarbrücken.

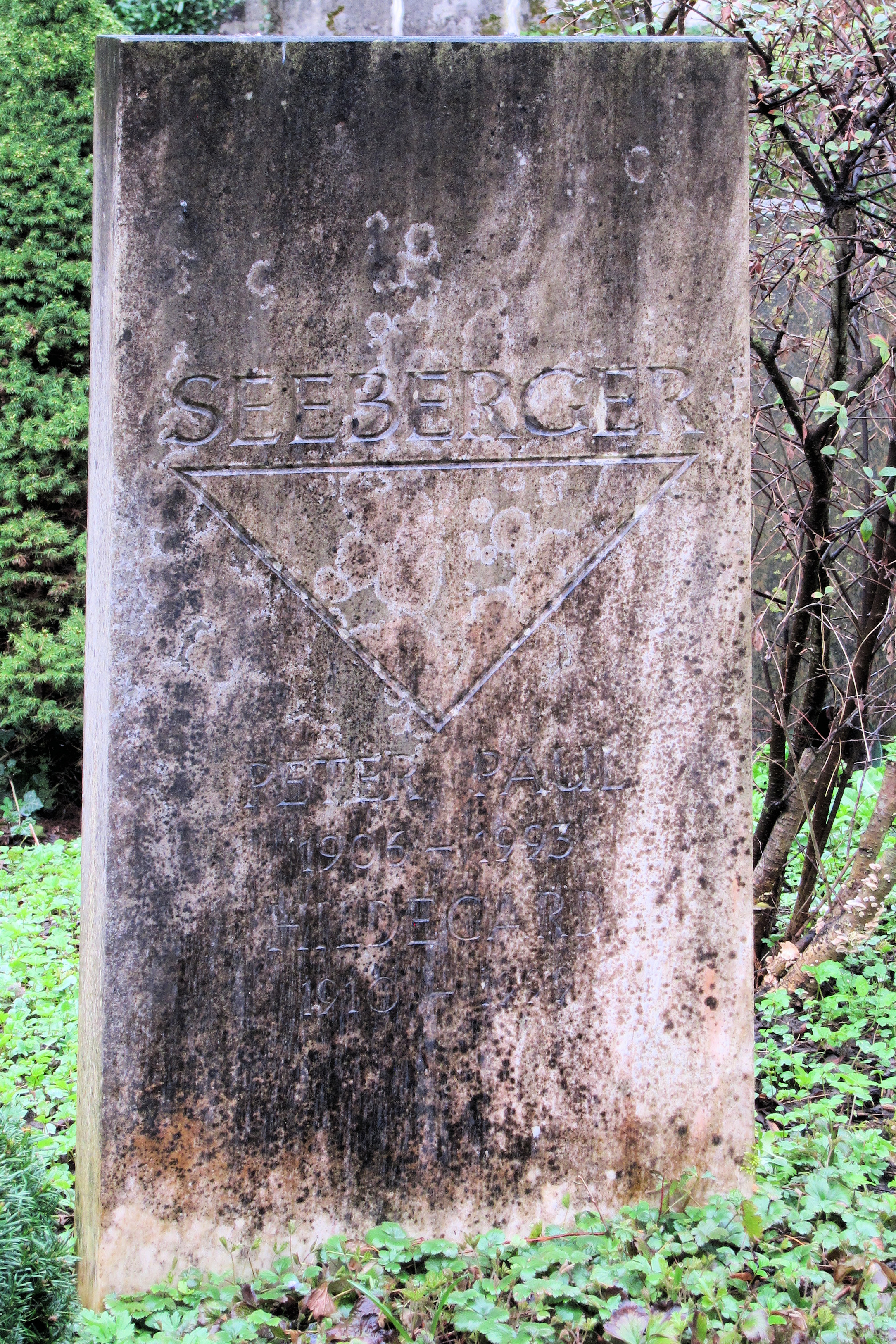
Grabstein von Peter Paul und Hildegard Seeberger auf dem Friedhof St. Arnual

## Leben
Seeberger war von 1922 bis 1924 Baupraktikant im Maurer- und Zimmerhandwerk in Kaiserslautern. In den Jahren 1925–1928 belegte er ein Studium am Höheren Technischen Staatslehranstalt Kaiserslautern. Zwischen 1929 und 1933 arbeitete er bei der Oberpostdirektion Speyer und von 1934 bis 1945 bei der Bauverwaltung der Luftwaffe. 1945–1947 wirkte er als Oberbaurat der Stadt Kaiserslautern.
Seeberger arbeitete ab 1948 in Saarbrücken, erst als Oberbaurat und Leiter des Hochbauamtes, dann Technischer Geschäftsführer der Gemeinnützigen Siedlungsgesellschaft. Von 1958 bis 1970 war er Stadtbaudirektor.
Er prägte insbesondere mit seinen Schulbauten in den 1950er und 1960er Jahren das Bild der Stadt Saarbrücken. Bekannte Bauten in Saarbrücken sind neben der Mügelsbergschule, der Ganztagsgrundschule Rastpfuhl (ehemals Schule am Knappenroth, Rastpfuhl) und der Schule auf der Hohen Wacht, das Bertha-Bruch-Tierheim, das Elefantenhaus im Saarbrücker Zoo und die Einsegnungshallen auf zwei Friedhöfen sowie das Saarbrücker Ludwigsparkstadion. Die meisten der Bauten stehen heute unter Denkmalschutz.

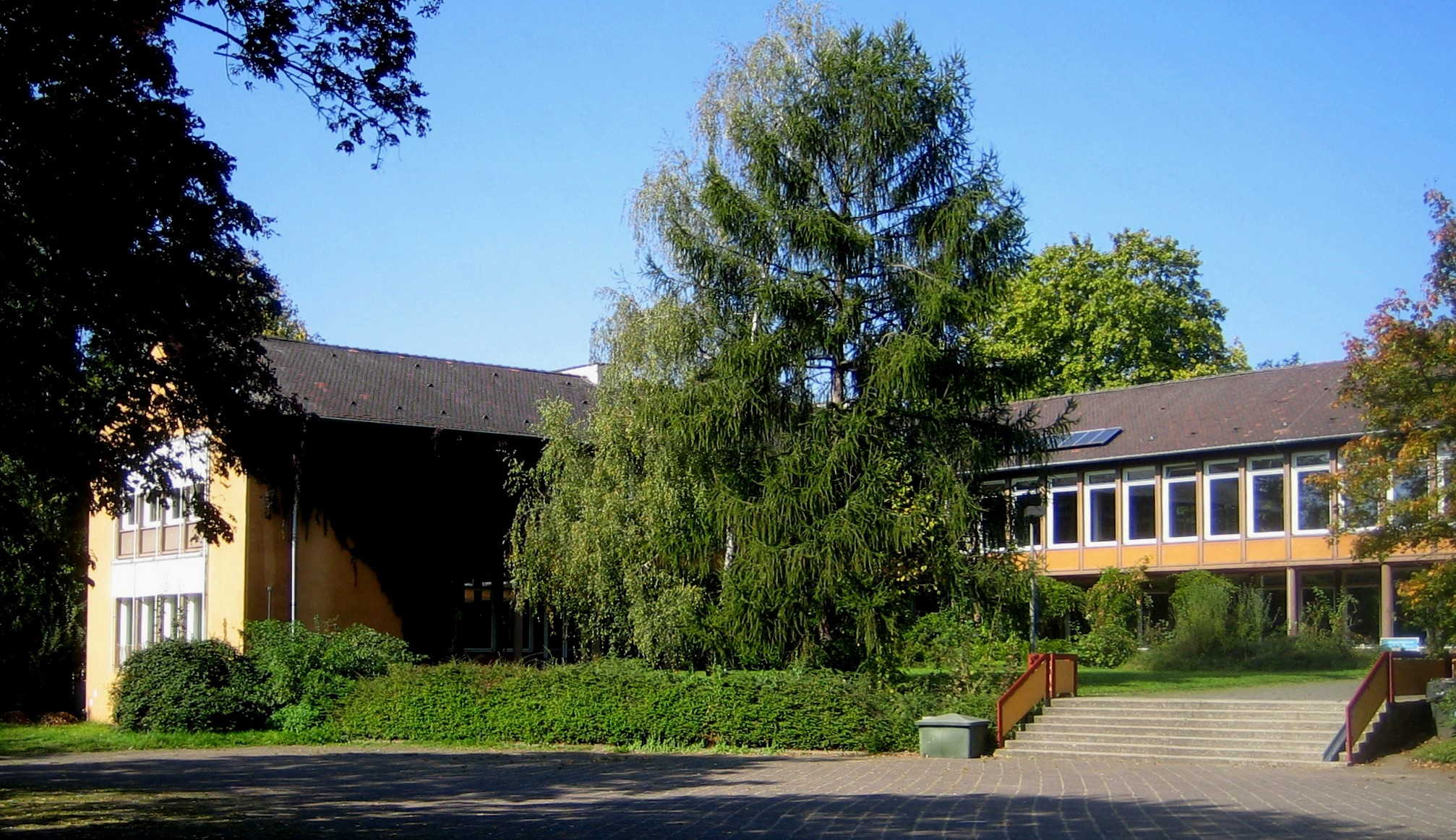
Ganztagsgrundschule Rastpfuhl / Rastpfuhlschule
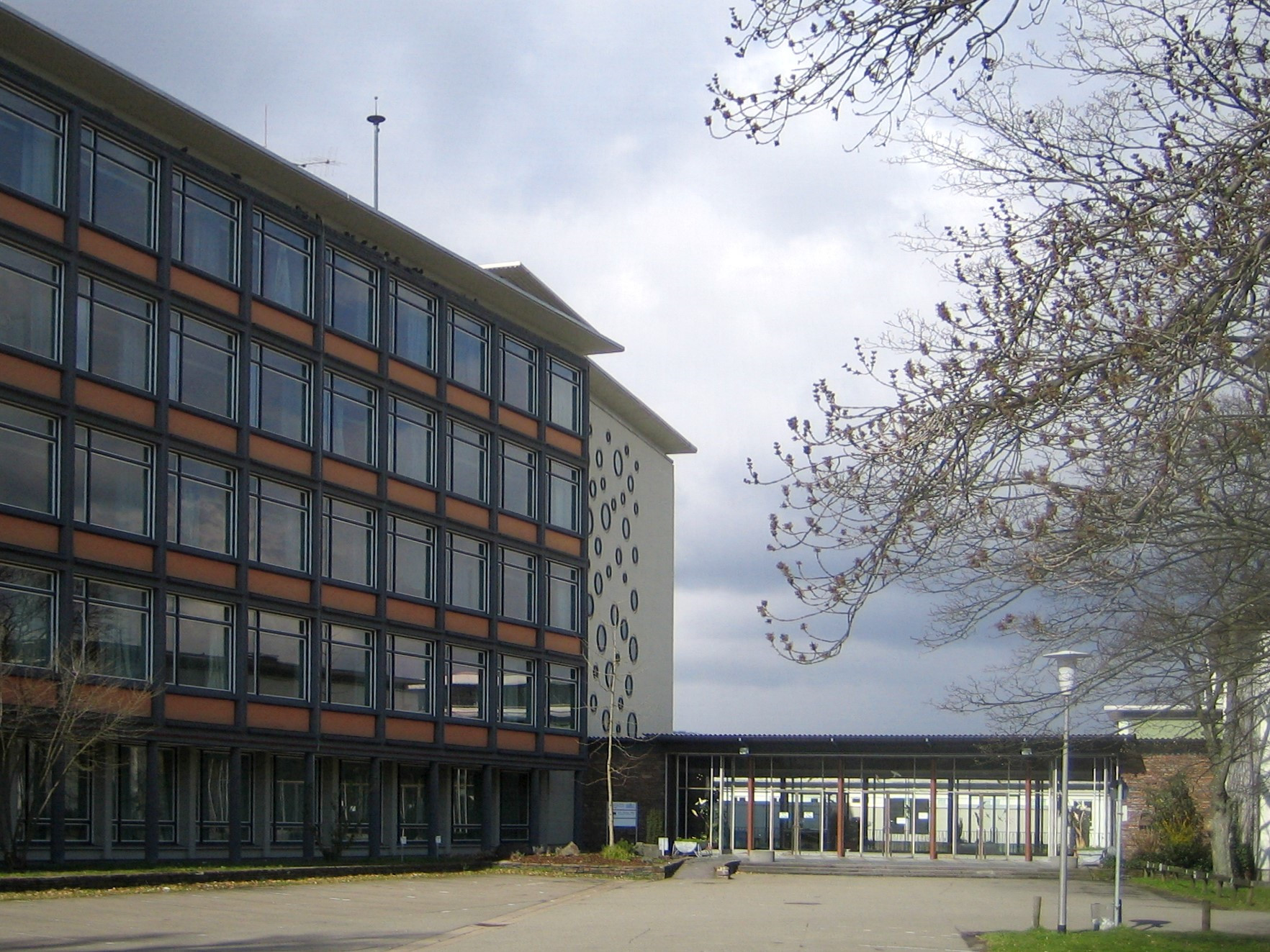
Mügelsbergschule
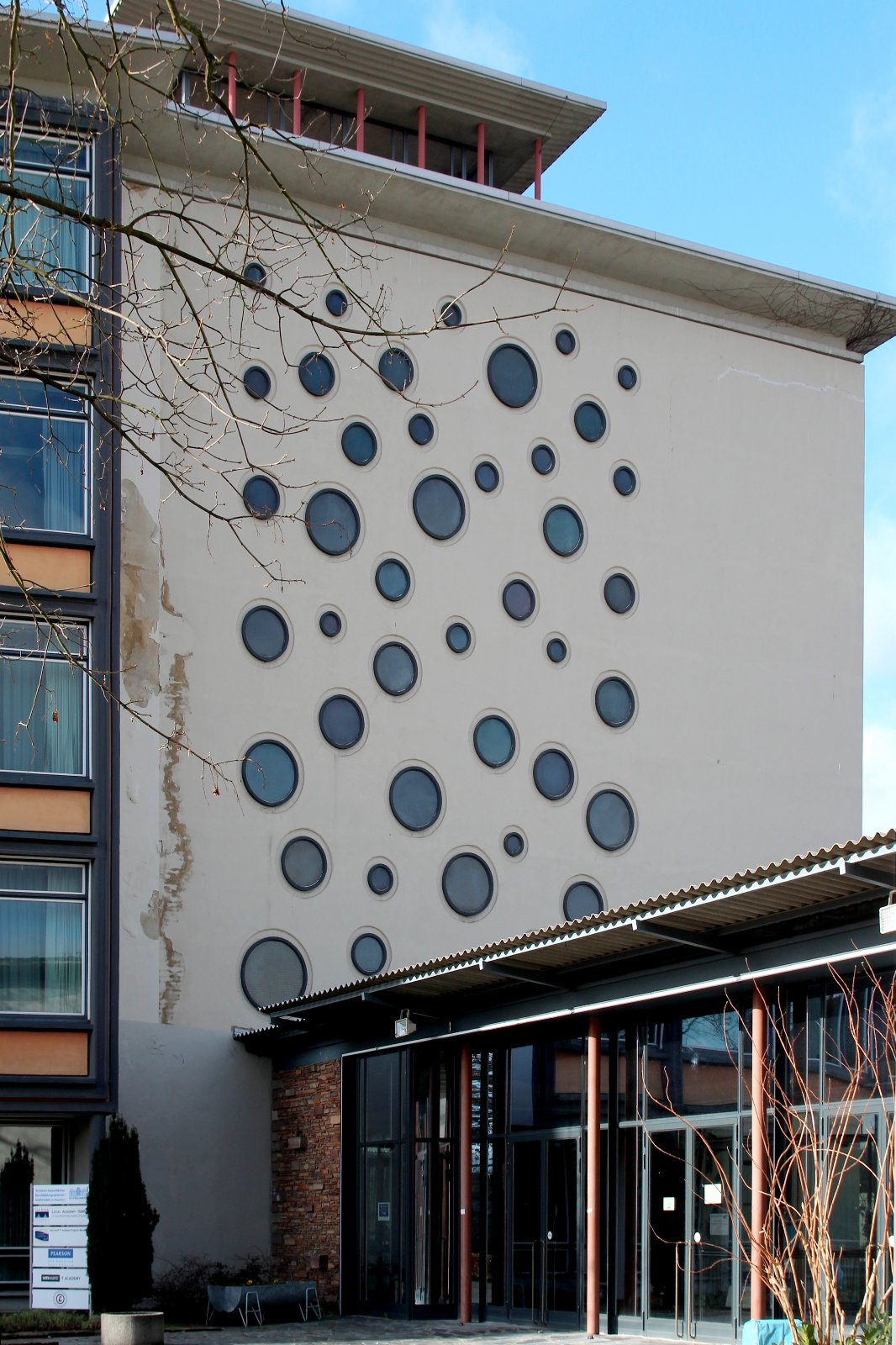
Mügelsbergschule: Treppenhaus (Außenansicht)
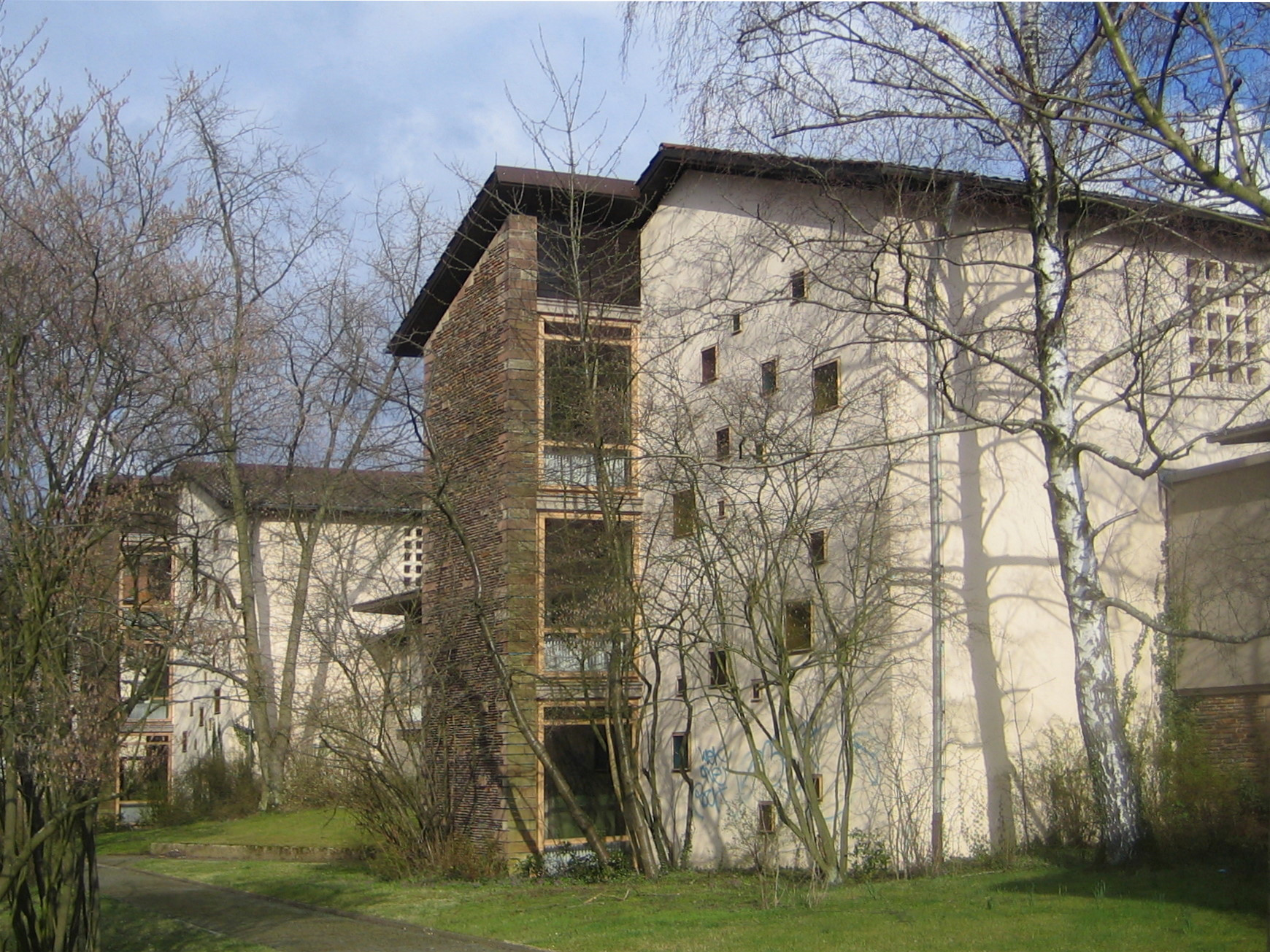
Schule an der Hohen Wacht
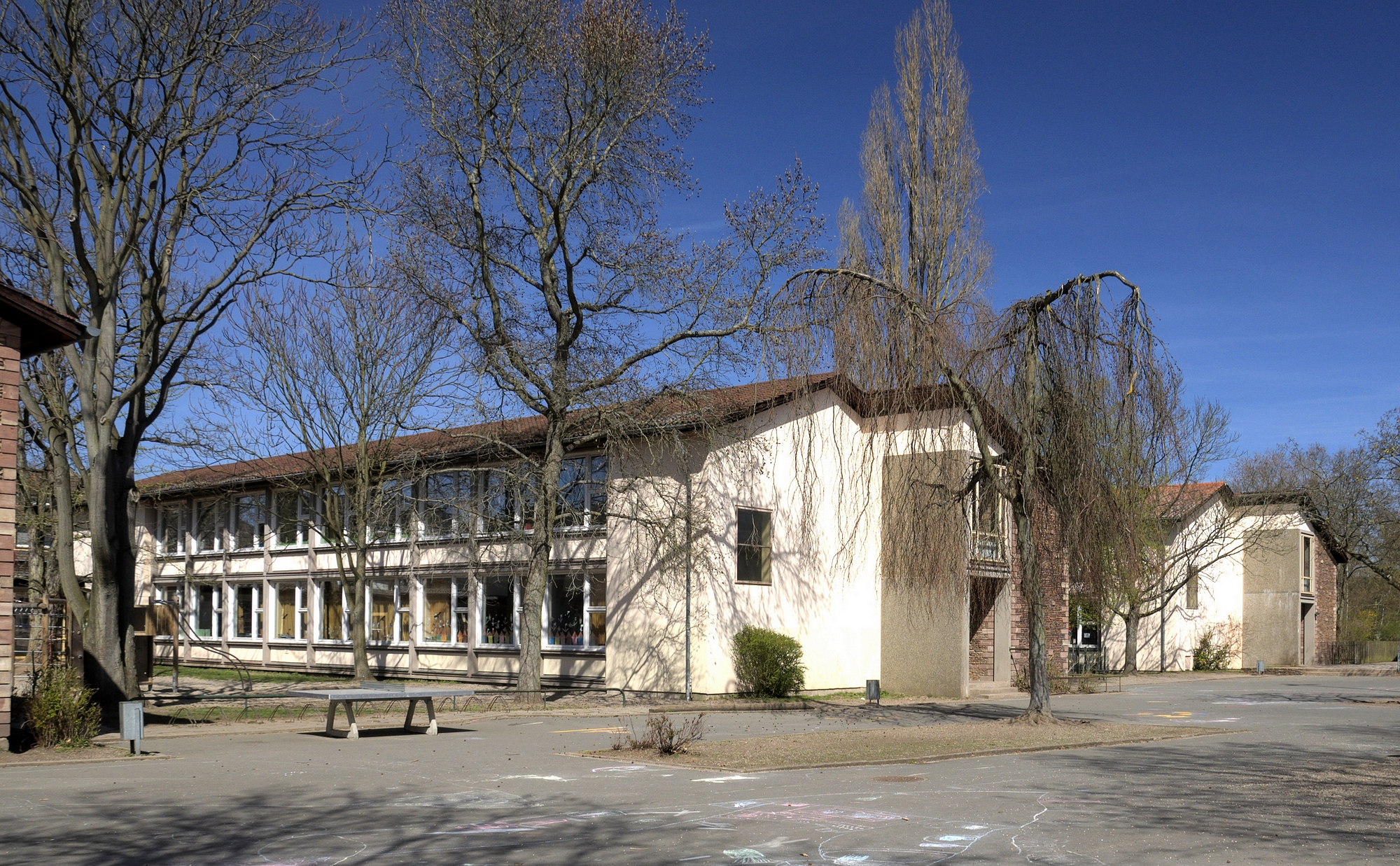
Hohe-Wacht-Schule
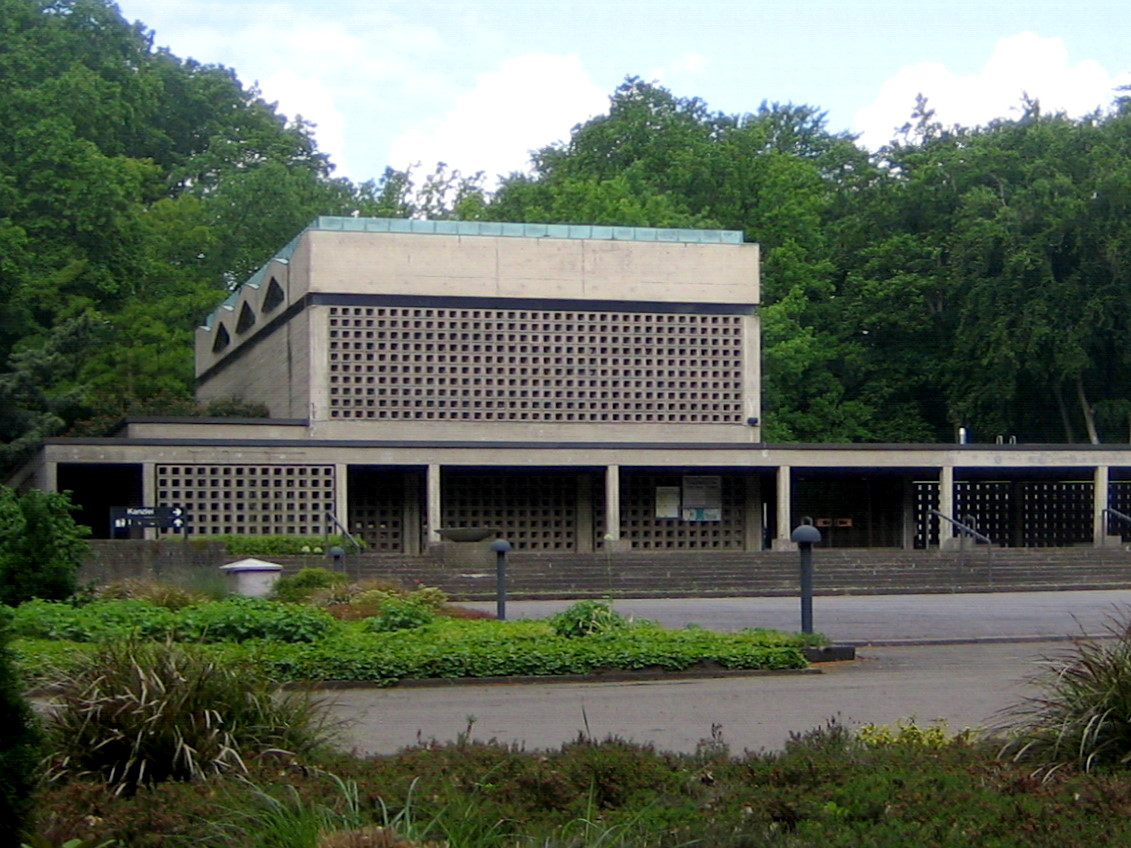
Neue Einsegnungshalle auf dem Hauptfriedhof
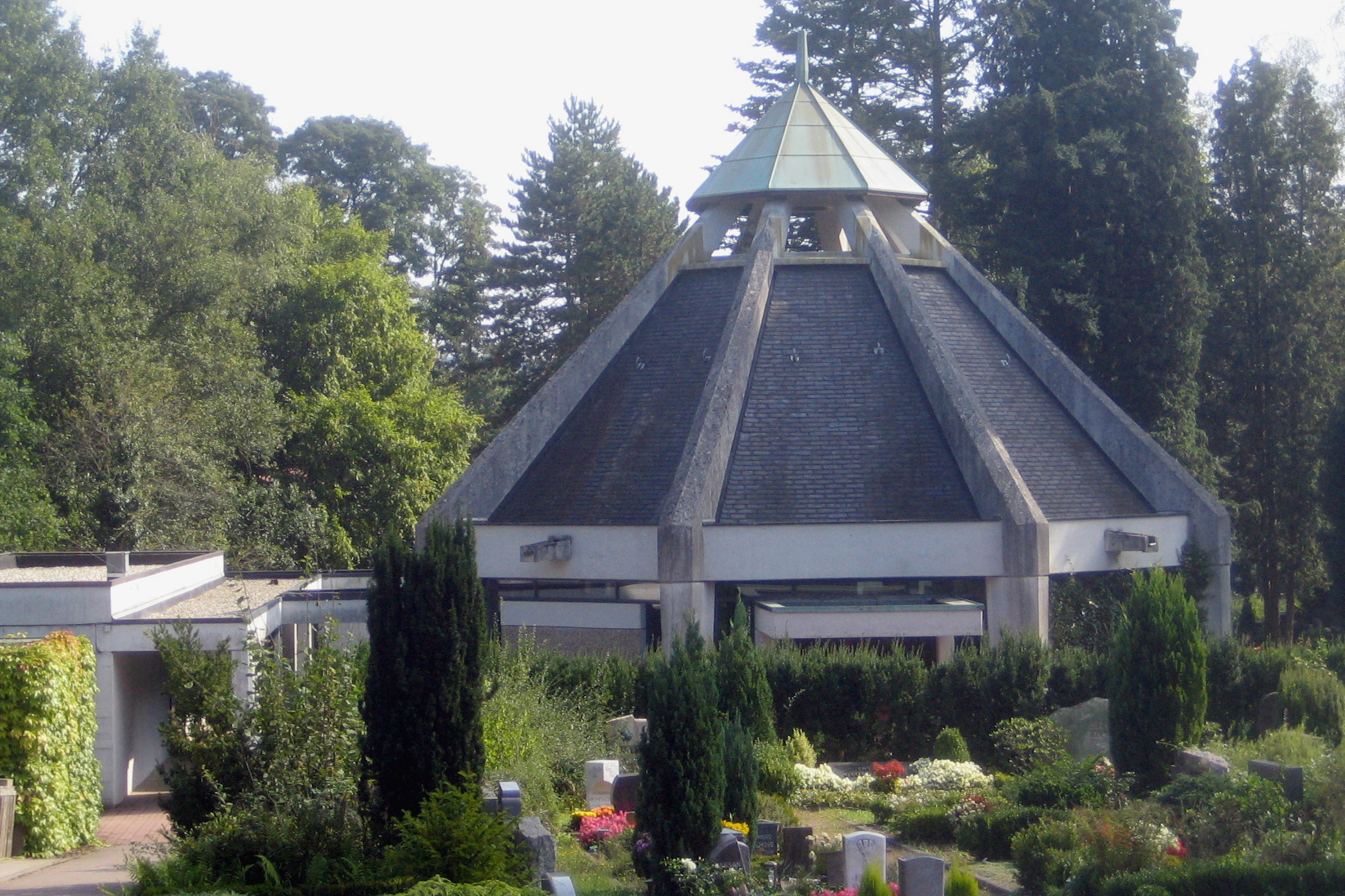
Einsegnungshalle auf dem Friedhof St. Arnual
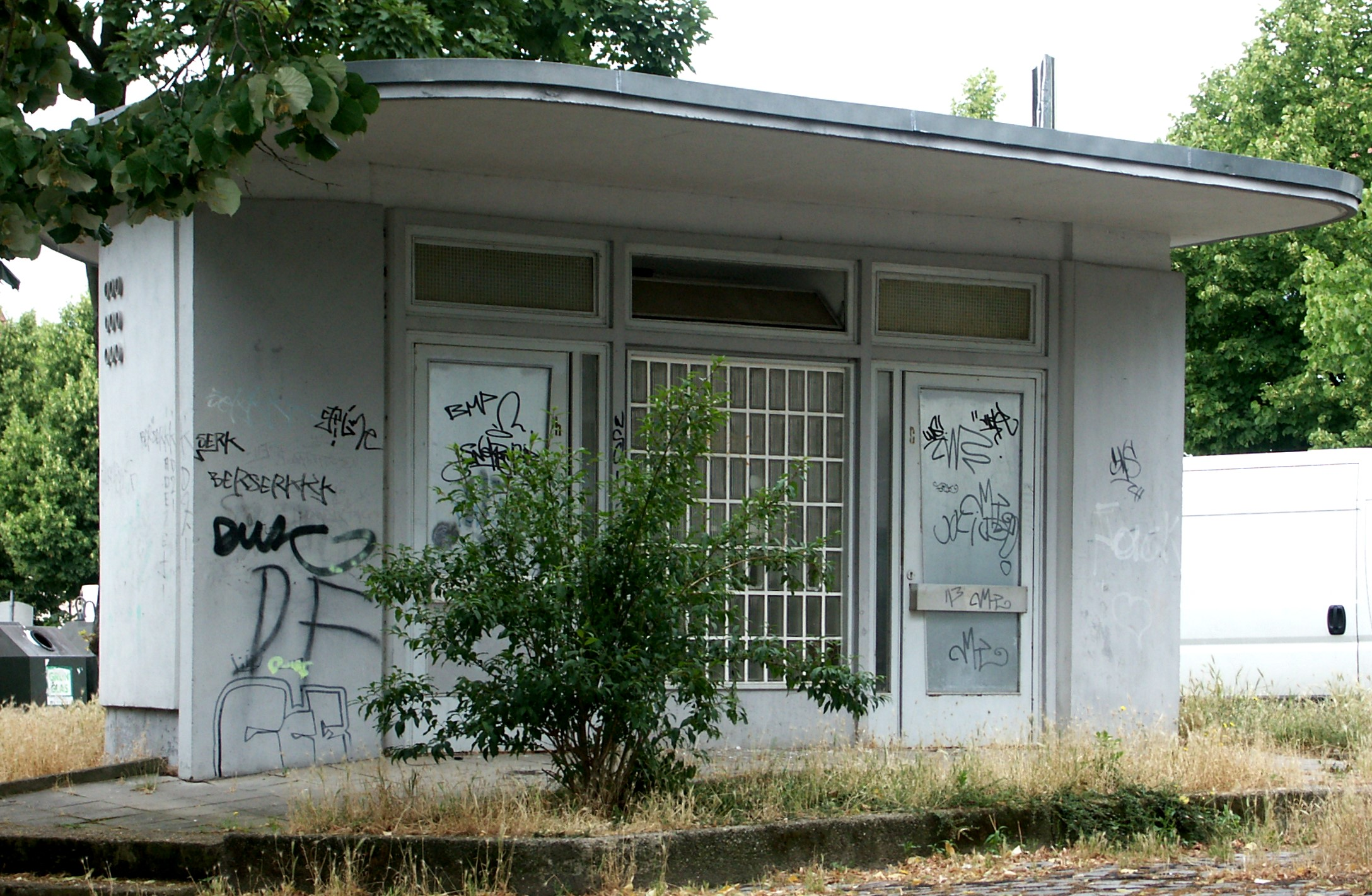
Ehemalige Bedürfnisanstalt auf dem Hambacher Platz
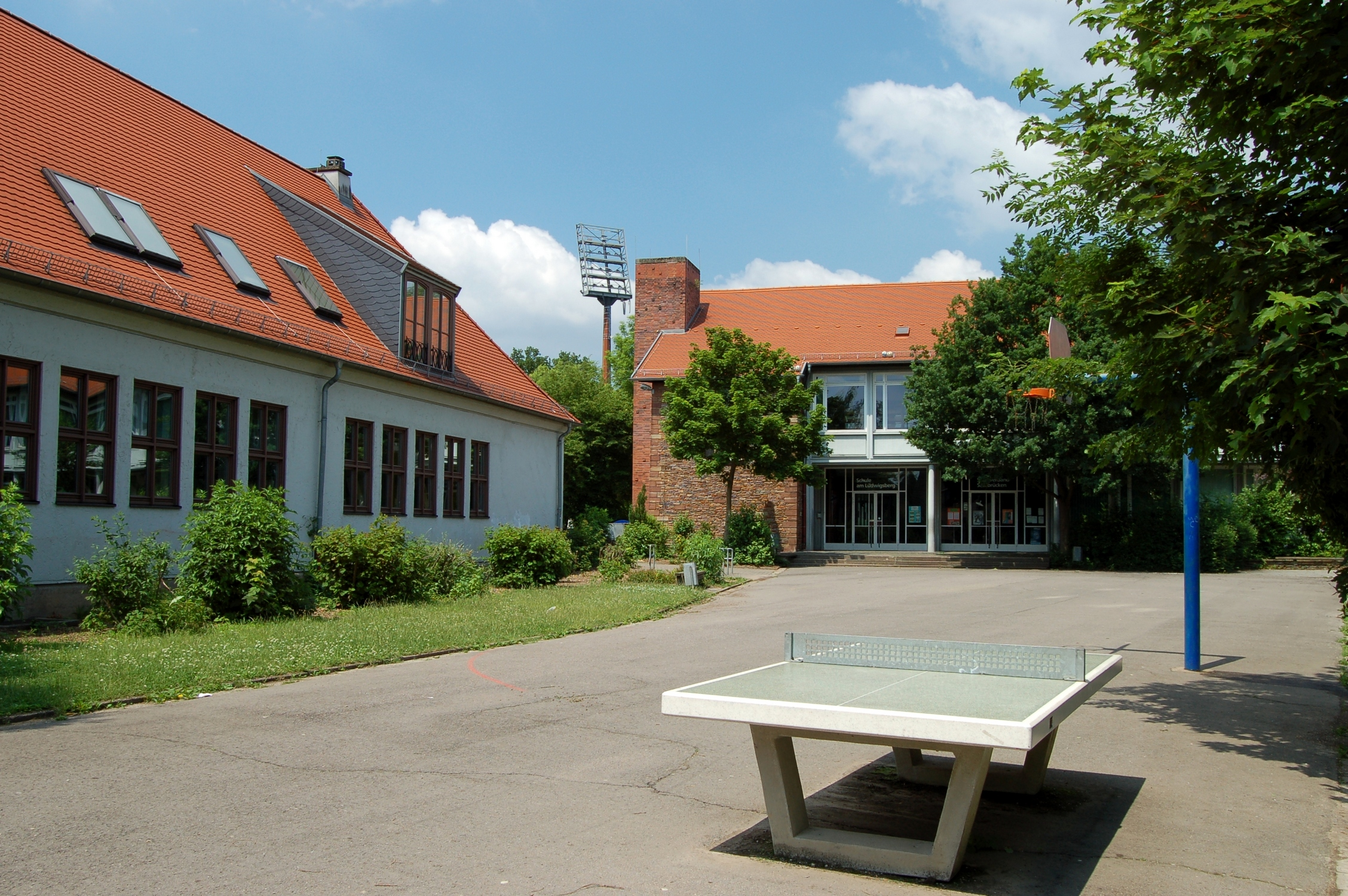
Grundschule Rodenhof
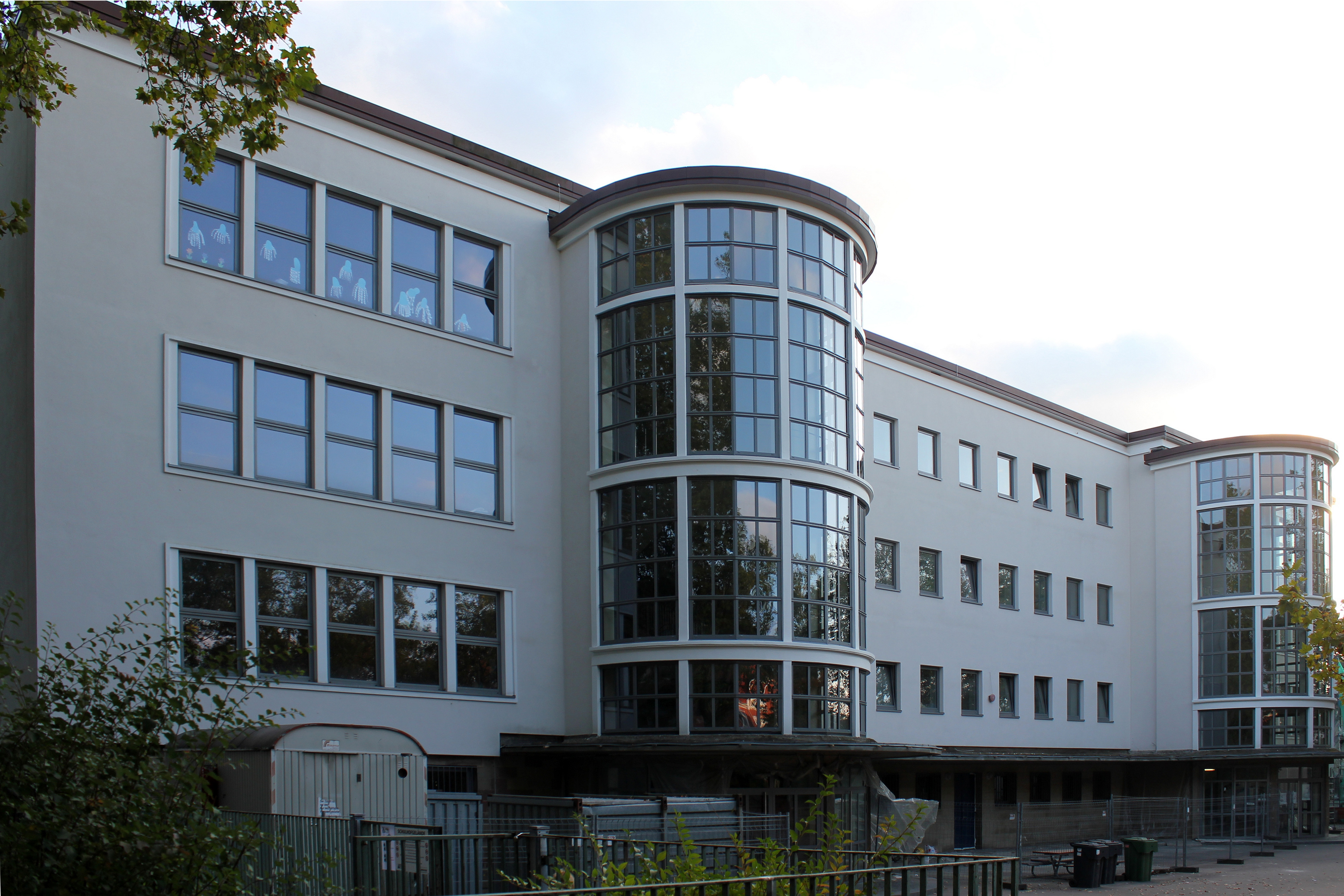
Weyersbergschule Burbach mit gläsernen Treppenhäusern, erbaut 1950–1952 von Peter Paul Seeberger, saniert 2011–13